# Vlatko Pavletić
Vlatko Pavletić, hrvaški politik, profesor, akademik, literarni kritik in esejist, * 2. december 1930, Zagreb, Kraljevina Jugoslavija, † 19. september 2007, Zagreb, Hrvaška.
Med letoma 1995 in 2000 je bil predsednik hrvaškega parlamenta, med 1999 in 2000 pa vršilec dolžnosti predsednika republike. 
Pavletić se je rodil v Zagrebu v takratni Kraljevini Jugoslaviji. Leta 1955 je diplomiral na Filozofski fakulteti Univerze v Zagrebu, kjer je opravil diplomo iz hrvaškega jezika in književnosti. Leta 1972 ga je komunistična jugoslovanska vlada za leto in pol zaprla kot hrvaškega nacionalista zaradi »poskusa uničenja in spremembe državne organizacije«. Leta 1975 je doktoriral iz literarne zgodovine. Predaval je na Akademiji dramskih umetnosti v Zagrebu in 1991 postal redni član HAZU, katere podpredsednik je bil od leta 2001 do smrti.  
Med letoma 1990 in 1992 je bil Pavletić minister za šolstvo pri premierjih Stjepanu Mesiću, Josipu Manoliću in Franju Greguriću. Leta 1992 je bil izvoljen v hrvaški parlament in 28. novembra 1995 imenovan za predsednika parlamenta. Na tej funkciji je bil do leta 2000. 
Ko je bil predsednik Franjo Tuđman 26. novembra 1999 razglašen za nesposobnega, je samodejno postal vršilec dolžnosti hrvaškega predsednika. To funkcijo je opravljal od Tuđmanove smrti 10. decembra 1999, dokler ni hrvaški parlament 2. februarja 2000 za novega predsednika (in s tem novega vršilca dolžnosti) izvolil Zlatka Tomčića.
Leta 2004 se je Pavletić umaknil iz politike. Umrl je tri leta kasneje v Zagrebu zaradi raka trebušne slinavke. Star je bil 76 let.